# Универзитет у Абердину
Универзитет у Абердину (енгл. University of Aberdeen, шкот. University o' 'Aiberdeen) је државни универзитет у Абердину. Основан је 1495. године када је Вилијам Елфинстоун, бискуп Абердина и канцелар Шкотске, затражио од папе Александра VI у име краља Шкотске Џејмса IV да оснује Краљевски колеџ, чиме је постао један од четири древна универзитета у Шкотској и пети по старости универзитет енглеског говорног подручја.
Константно је рангиран међу 160 најбољих универзитета у свету и међу 20 најбољих универзитета у Уједињеном Краљевству према часописима The Times и The Sunday Times, односно 13. у Уједињеном Краљевству према часопису The Guardian. Образовао широк спектар истакнутих алумниста и одиграо кључну улогу у шкотској реформацији, просветитељству и ренесанси. Такође је образовао пет добитника Нобелове награде: два из хемије, једног из физиологије или медицине, једног из физике и једног за мир.